# Hygrolembidium acrocladum
Hygrolembidium acrocladum är en bladmossart som först beskrevs av Sven Berggren och som fick sitt nu gällande namn av Rudolf Mathias Schuster.
Hygrolembidium acrocladum ingår i släktet Hygrolembidium och familjen Lepidoziaceae. Inga underarter finns listade i Catalogue of Life.